# Enrique II de Reuss-Hof-Burgk

Escudo de armas de la línea mayor de Reuss

Enrique II de Reuss-Hof-Burgk (en alemán: Heinrich II von Reuss-Hof-Burgk; 30 de diciembre de 1575, Greiz - 6 de septiembre de 1639, Burgk) fue un miembro de la línea mayor de la Casa de Reuss fue señor de Reuss-Untergreiz-Hof y Burgk, un estado ubicado en el río Saale en Turingia (1608-1639).

## Vida y familia
Era el segundo hijo de Enrique II de Reuss-Burgk (1543-1608) y de su esposa, la condesa Judith de Öttingen-Öttingen (1544-1600), hija del conde Luis XVI de Oettingen-Oettingen (1508-1569) y Margarita del Palatinado († 1560). Era nieto de Enrique XIV de Reuss-Greiz-Kranichfeld (1506-1572) y Bárbara de Mech (1507-1580). Su padre, Enrique II de Reuss-Burgk, se casó por segunda vez en 1601 con la condesa Ana de Mansfeld (1563-1636).
Era hermano de Enrique III de Reuss-Burgk (1578-1616, asesinado en Geffel) y de Enrique IV (1580-1636). Tras la muerte de su padre sus hijos gobernaron conjuntamente Burgk hasta el asesinato de Enrique III, los dos hermanos restantes se repartirían el señorío, creándose así el señorío de Reuss-Dölau.
Enrique II de Reuss-Hof-Burgk murió el 6 de septiembre de 1639 a la edad de 63 años en Burgk y fue enterrado en Schleiz.

## Matrimonio y descendencia
Enrique II de Reuss-Hof-Burgk se casó el 21 de septiembre de 1609 en Burgk con Magdalena von Putbus (21 de septiembre de 1590, Wildenbruch - 12 de enero de 1665, Burgk), hija de Luis I von Putbus (1549-1594) y de la condesa Ana María von Honstein (1558-1595). Tuvieron nueve hijos:
- Enrique I de Reuss, señor de Burgk (19 de mayo de 1613 - 8 de julio de 1635, Greiz)
- María Sofía de Reuss-Burgk (18 de junio de 1614, Hof - 21 de mayo de 1690, Eisenberg), casada el 2 de octubre de 1636 en Glauchau con Freiherr Johann Caspar von Schönburg-Vorderglauchau (27 de diciembre de 1594 - 23 de enero de 1644)
- Enrique II de Reuss, señor de Burgk (5 de agosto de 1615, Hof - 8 de diciembre de 1631, Hof)
- Enrique III, señor de Burgk y Dölau (15 de septiembre de 1616 en Hof - 7 de junio de 1640 en Burgk), señor de Burgk y Hof (1639-1640)
- Ana Judith de Reuss (12 de julio de 1618 en Hof - 19 de abril de 1629 en Hof)
- Enrique IV de Reuss, señor de Burgk (28 de noviembre de 1619 en Hof - 22 de febrero de 1620 en Hof)
- Inés Magdalena de Reuss (20 de abril de 1621, Hof - 8 de septiembre de 1623, Hof)
- Catalina Margarita de Reuss (18 de julio de 1623, Hof - 27 de septiembre de 1623, Hof)
- Isabel Sibila de Reuss (15 de septiembre de 1627, Hof - 9 de enero de 1703, Burgk), casada el 8 de enero de 1655 en Greiz con Enrique II de Reuss-Untergreiz (8 de enero de 1634, Greiz - 5 de octubre de 1697, Gera)